# Vitalij Kozlov
Vitalij Kozlov (ur. 5 marca 1987 w Wilnie) – litewski lekkoatleta specjalizujący się w biegach średnich.
Jako szesnastolatek zajął 4. miejsce w biegu na 800 metrów podczas europejskiego festiwalu młodzieży. Na młodzieżowych mistrzostwach Europy w 2007 w Debreczynie zajął 7. miejsce w finale biegu na 800 metrów. Na igrzyskach olimpijskich w 2008 w Pekinie, halowych mistrzostwach świata w 2010 w Dosze i mistrzostwach Europy w 2010 w Barcelonie odpadał w biegach eliminacyjnych na tym dystansie. Reprezentant kraju w pucharze Europy, drużynowych mistrzostwach Europy i meczach międzypaństwowych.
Zdobył mistrzostwo Litwy w biegu na 800 metrów w 2006, 2008, 2009, 2010 i 2011, w biegu na 400 metrów w 2006 i 2010 oraz w biegu na 1500 metrów w 2007. Podczas mistrzostw kraju w 2008 ustanowił rekord Litwy na 800 m – 1:46,58 (19 lipca 2008 Kowno). Jest także czterokrotnym halowym mistrzem kraju: w biegach na 400 (2008), 800 (2010 oraz 2011) i 1500 (2009) metrów. W 2006 zdobył złoty medal mistrzostw Białorusi na otwartym stadionie w biegu na 800 metrów.

## Rekordy życiowe

### Na otwartym stadionie
- bieg na 400 metrów – 47,03 (9 lipca 2010, Kowno)
- bieg na 800 metrów – 1:46,58 (19 lipca 2008, Kowno) rekord Litwy
- bieg na 1500 metrów – 3:48,08 (19 czerwca 2004 Reykjavík)

### W hali
- bieg na 600 metrów – 1:17,20 (7 lutego 2010, Moskwa) rekord Litwy
- bieg na 800 metrów – 1:48,42 (3 lutego 2009, Wiedeń) rekord Litwy